# Isla Londonderry
Isla Londonderry är en ö i Chile.   Den ligger i regionen Región de Magallanes y de la Antártica Chilena, i den södra delen av landet, 2 400 km söder om huvudstaden Santiago de Chile.
Trakten runt Isla Londonderry består i huvudsak av gräsmarker. Trakten runt Isla Londonderry är nära nog obefolkad, med mindre än två invånare per kvadratkilometer.